# Noel Norada
Noel Norada Negrosa (ur. 23 listopada 1984) – filipiński zapaśnik walczący w stylu klasycznym. Złoty medalista igrzysk Azji Południowo-Wschodniej w 2019; srebrny w 2023 i brązowy w 2021. Pierwszy na mistrzostwach Azji Południowo-Wschodniej w 2018; drugi w 2015 roku.